# 島根県立三刀屋高等学校掛合分校
島根県立三刀屋高等学校 掛合分校（しまねけんりつみとやこうとうがっこう かけやぶんこう）は、島根県雲南市にある三刀屋高等学校の分校である。

## 設置学科
- 普通科（定員40名）

## 沿革
- 1953年4月1日　島根県立三刀屋高等学校掛合分校として設立
- 1957年1月25日　校舎竣工
- 1963年10月1日　創立10周年記念式典挙行、学園歌制定、校門建設
- 1973年11月3日　創立20周年記念式典挙行
- 1979年5月22日　文科省より79年、80年度勤労体験学習研究校に指定
- 1983年11月6日　創立30周年記念式典挙行
- 1993年10月30日　創立40周年記念式典挙行
- 1998年11月18日　租税教育に対する国税長官賞受賞
- 2003年10月18日 創立50周年記念式典挙行

## 校訓
志操堅固

## 教育目標
1. 真理を希求し、自ら道を拓いていく自主的精神を持つ人間の育成。
2. 意志強固にして、勤勉努力する実践的人間の育成。
3. 社会性と敬愛共同の精神を持つ人間の育成。

## 生徒数
- 平成20年4月現在
- 1年 26人
- 2年 16人
- 3年 25人
- 計 67人

## 部活動
- ASR部
- UTB部